# Christian Wopp
Christian Wopp (* 3. Oktober 1947 in Osnabrück; † 27. April 2012 in Oldenburg) war ein deutscher Sportwissenschaftler.

## Leben
Wopp studierte Sport, Mathematik und Pädagogik in Münster und Darmstadt (Lehramtsstudium). Von 1970 bis 1972 war er Vorstandsmitglied des Allgemeinen Deutschen Hochschulsportverbandes, dessen erster hauptamtlicher Bildungsreferent er 1973 wurde. Von 1975 bis 1996 leitete Wopp das Zentrum für Hochschulsport der Carl von Ossietzky Universität Oldenburg, an der er 1986 mit der Arbeit „Selbstständigkeit durch Sport aus handlungstheoretischer Sicht“ promovierte und sich 1994 mit der Arbeit „Analysen und Perspektiven des Freizeitsports“ habilitierte. 1997 erhielt er am Institut für Sport- und Bewegungswissenschaften der Universität Osnabrück die Professur für Sport und Gesellschaft, die er bis zu seinem Tode innehatte.
Wopp war verheiratet und hatte zwei Kinder.

## Wirken
An der Universität Oldenburg gestaltete Wopp gemeinsam mit Jürgen Dieckert die Sportstätten neu, richtete das Konzept am Freizeitsport aus und öffnete den Hochschulsport für die Oldenburger Bevölkerung. An der Universität Osnabrück beschäftigte er sich mit der Analyse und Planung der Sportentwicklung. So entwickelte er Zukunftsszenarien und Projektinitiativen mit mehreren deutschen Sportorganisationen und Kommunen, darunter Berlin, Osnabrück, Hamburg, Hannover und Oldenburg. In der Forschung beschäftigte sich Wopp unter anderem mit der systematischen Trendforschung und der Frage, was der richtige Sport „für alle“ sei, weil der Hochleistungssport kein Modell für die allgemeine Bevölkerung sein könne. Eine Antwort lag für ihn auf dem Gebiet alternativer Spiel- und Bewegungskultur von „Pantomime, Clownerie, circensischen Bewegungskünsten, Schattenspielen, Bewegungstheater, New Games, aber auch in den asiatischen Bewegungsformen und dem Afro-Tanz“. Wopp machte sich auch um die Verbindung von Sport und Kultur verdient. So gründete er in Oldenburg einen Mitmachzirkus und eine Zirkusschule, organisierte Jonglierfestivals und Sport-Theater-Produktionen.
Wopp war Sprecher der Kommission Sport und Raum in der Deutschen Vereinigung für Sportwissenschaft und Mitglied des Expertengremiums zur Sportentwicklung im Deutschen Olympischen Sportbund (DOSB). Von 2002 bis 2004 war er Dekan des Fachbereichs Erziehungs- und Kulturwissenschaften der Universität Osnabrück, von 2008 bis 2010 Sprecher des Fachgebietes und seit April 2010 Mitglied des Senats.

## Schriften (Auswahl)
- Die Organisation des Hochschulsports in der BRD. Schriftenreihe zum Hochschulsport 5. Allg. Dt. Hochschulsportverb. 1974
- Volleyball spielen und lernen. Putty 1980
- Das kleine Skikursbuch : zum Vorbereiten, Lernen u. Erleben d. Skifahrens. Putty 1981
- Sport und Lebensstil. Dokumente zum Hochschulsport 21. Ingrid Czwalina 1987
- Selbständigkeit im Sport. Pahl-Rugenstein 1988 ISBN 978-3-7609-1222-6
- Mit Reinhard Henning und Achim Schönberg: Freizeitsport in Betrieb und Verein. Pahl-Rugenstein 1990 ISBN 978-3-7609-0336-1
- Sport der Zukunft – Zukunft des Sports. Meyer & Meyer Sport 1995 ISBN 978-3-89124-319-0
- Entwicklung und Perspektiven des Freizeitsports. Meyer & Meyer Sport 1995 ISBN 978-3-89124-289-6
- Zukunftswerkstätten im Sport. Meyer & Meyer Sport 2000 ISBN 978-3-89124-636-8
- Mit Jürgen Dieckert: Handbuch Freizeitsport. Hofmann 2002 ISBN 978-3-7780-1841-5
- Handbuch zur Trendforschung im Sport. Welchen Sport treiben wir morgen? Meyer & Meyer Sport 2005 ISBN 978-3-89899-182-7